# Velký Borovanský rybník
Velký Borovanský rybník je rybník v obci Borovany v okrese Písek v České republice.

## Vodní režim
Rybníkem protéká Bilinský potok, u jehož ústí se nacházel později vysušený rybník Hrádek. V roce 2002 při povodni se protrhla hráz, po které vede silnice a až do její opravy byla obec Borovany rozdělena na dvě části.